# 可樂豆木
可樂豆木，又称为“香脂树”、“蝴蝶树”或“松节油树”，是豆科植物中的树种之一，喜欢生长在炎热、干燥、低洼地区，通常分布在南部非洲最北部地区海拔200至1,150（660至3,770英尺）的高原。这种树为非洲的特有物种，是香松豆屬唯一的物种。其独特的蝴蝶形双叶和薄薄的种荚使其易于识别。就人类利用而言，它与骆驼刺、铅木并称为该地区重要的三大薪材树种之一。